# Académie chinoise des sciences agricoles
L' Académie chinoise des sciences agricoles (ACSA, ou en mandarin: 中国农业科学院) est l'organisme national chinois de recherche scientifique agricole.
Il fut créé en 1957 à Pékin et supervise 42 instituts. Trente-deux sont des affiliés directs, huit instituts sont co-hébergés avec les gouvernements locaux ou les universités. Elle compte plus de 5 000 employés.
Le bâtiment de l'Académie contient les bureaux de plusieurs institutions politiques chinoises telles que l'Association chinoise pour la promotion de la coopération agricole internationale (CAPIAC,中国农业国际合作促进会) créée en 1998,. L'une des branches de CAPIAC est le Comité de coopération internationale pour le bien-être animal (ICCAW), créé en 2011. En 2017, l'ICCAW organisa une conférence sur le bien-être des animaux d'élevage en coopération avec l'Organisation des Nations Unies pour l'alimentation et l'agriculture, la RSPCA, Compassion in World Farming, la US Meat Export Federation et le US National Pork Board.